# Балдисеро Торинезе
Балдисѐро Торинѐзе (на италиански: Baldissero Torinese; на пиемонтски: Baud'sè, Баудъсе) е малък град и община в Метрополен град Торино, регион Пиемонт, Северна Италия. Разположен е на 421 m надморска височина. Към 1 януари 2020 г. населението на общината е 3659 души, от които 151 са чужди граждани.